# Sekundærrute 187
De Sekundærrute 187 is een secundaire weg in Denemarken. De weg loopt van Hvalpsund via Farsø en Nibe naar Aalborg. De Sekundærrute 187 loopt door Noord-Jutland en is ongeveer 64 kilometer lang.